# 附屬動議
附屬動議（subsidiary motion）是一項議事程序，因主動議而生，旨在改變主動議內容或處理方式，例如與會者可提出修正動議，增添、刪除、修改、潤飾主動議內容；或提出付委動議，將主動議轉交委員會討論、調查。根據《羅伯特議事規則》，依位階排序，為擱置動議、停止討論動議、延期討論動議、付委動議、修正動議和無期延期動議。
《議事程序準則》刪除延期討論動議，以擱置替代；它還認為停止討論議已經過時，用詞容易使人混淆，應該改成「關閉討論」（Close Debate）；擱置又可稱為臨時延期（Postpone Temporarily），有別於《羅伯特議事規則》，要刪除一個動議案毋需討論或表決；但《議事程序準則》認為需要三分之二同意。